# Miss Universo Vietnam 2023
Miss Universo Vietnam 2023 fue la 6.ª edición de Miss Universo Vietnam. Se llevó a cabo el 29 de septiembre de 2023 en el Teatro Hòa Bình, Ciudad Ho Chi Minh, Vietnam. Esta fue la primera edición de Miss Universo Vietnam realizada por un nuevo titular de licencia nacional. La ganadora, Bùi Quỳnh Hoa de Hanói, representó a Vietnam en Miss Universo 2023.

## Resultados

### Posiciones
| Posición                   | Candidata |
| -------------------------- | --- |
| Miss Universo Vietnam 2023 | - Hanói - Bùi Quỳnh Hoa |
| Primera finalista          | - Gia Lai - Nguyễn Thị Hương Ly                                                                                                 |
| Segunda finalista          | - Ciudad Ho Chi Minh - Trịnh Thị Hồng Đăng §                                                                                    |
| Top 6                      | - Hà Nam - Phạm Thị Anh Thư - Ciudad Ho Chi Minh - Emma Maria Fernandez Lê - Ciudad Ho Chi Minh - Lydie Marie Wache Vu          |
| Top 10                     | - Đắk Lắk - H'Duyên Bkrông - Ciudad Ho Chi Minh - Huỳnh Kim Anh - Tiền Giang - Nguyễn Thị Lệ Nam - Quảng Ninh - Mai Phương Thảo |

§ - Avanzó al Top 6 a través de la votación del público.

### Premios especiales
| Premio           | Candidata                                   |
| ---------------- | ------------------------------------------- |
| Miss Moda        | - Vĩnh Phúc - Lê Thị Lan Anh                |
| Belleza de Playa | - Ciudad Ho Chi Minh - Lydie Marie Wache Vu |
| Miss Medios      | - Tiền Giang - Nguyễn Thị Lệ Nam            |
| Miss Ao Dai      | - Ciudad Ho Chi Minh - Trịnh Thị Hồng Đăng  |
| Miss Inspiración | - Quảng Ninh - Mai Phương Thảo              |
| People's Choice  | - Ciudad Ho Chi Minh - Trịnh Thị Hồng Đăng  |

#### Belleza de Playa
| Posición | Candidata |
| -------- | --- |
| Ganadora | - Ciudad Ho Chi Minh - Lydie Marie Wache Vu                                                                                    |
| Top 5    | - Gia Lai - Nguyễn Thị Hương Ly - Hanói - Bùi Quỳnh Hoa - Ciudad Ho Chi Minh - Trịnh Thị Hồng Đăng - Hà Nam - Phạm Thị Anh Thư |

## Candidatas
18 candidatas compitieron por el título.
| N.º | Candidata               | Edad | Altura | Ciudad natal       | Posición alcanzada         | Notas |
| --- | ----------------------- | ---- | ------ | ------------------ | -------------------------- | --- |
| 1   | Huỳnh Kim Anh           | 23   | 1,75 m | Ciudad Ho Chi Minh | Top 10                     | Top 10 de Miss Turismo Vietnam 2022 |
| 2   | Lê Thị Lan Anh          | 24   | 1,74 m | Vĩnh Phúc          |                            | |
| 3   | Trịnh Thị Hồng Đăng     | 29   | 1,72 m | Ciudad Ho Chi Minh | Segunda finalista          | |
| 4   | Emma Maria Fernandez Lê | 23   | 1,70 m | Ciudad Ho Chi Minh | Top 6                      | Hispano-vietnamita |
| 5   | H'Duyên Bkrông          | 23   | 1,72 m | Đắk Lắk            | Top 10                     | |
| 6   | Bùi Quỳnh Hoa           | 25   | 1,75 m | Hanói              | Miss Universe Vietnam 2023 | Top 45 de Miss Universo Vietnam 2017 Ganadora de Miss Ao Dai Vietnam Mundo 2017 Top 10 de Miss Universo Vietnam 2022                        |
| 7   | Đinh Thị Hoa            | 22   | 1,73 m | Đắk Lắk            |                            | Top 38 de Miss Mundo Vietnam 2022 |
| 8   | Trần Nhật Lệ            | 22   | 1,70 m | Quảng Ninh         |                            | Primera finalista de Miss Ha Long 2020 Top 66 de Miss Mundo Vietnam 2022 Top 45 de Miss Vietnam 2022                                        |
| 9   | Nguyễn Thị Hương Ly     | 28   | 1,76 m | Gia Lai            | Primera finalista          | Top 5 de Miss Universo Vietnam 2019 Top 5 de Miss Universo Vietnam 2022                                                                     |
| 10  | Lydie Marie Wache Vu    | 30   | 1,76 m | Ciudad Ho Chi Minh | Top 6                      | Franco-vietnamita |
| 11  | Trần Thị Ngọc Mai       | 24   | 1,68 m | Nghệ An            |                            | |
| 12  | Nguyễn Diễm My          | 25   | 1,73 m | Cà Mau             |                            | |
| 13  | Nguyễn Thị Lệ Nam       | 27   | 1,75 m | Tiền Giang         | Top 10                     | Top 16 de Miss Universo Vietnam 2022 |
| 14  | Trần Thị Ánh Nguyệt     | 23   | 1,74 m | Thái Bình          |                            | |
| 15  | Nguyễn Thị Quỳnh Như    | 23   | 1,73 m | Đắk Lắk            |                            | Top 30 de Miss Fitness Vietnam 2022 |
| 16  | Mai Phương Thảo         | 23   | 1,68 m | Quảng Ninh         | Top 10                     | |
| 17  | Phạm Thị Anh Thư        | 26   | 1,75 m | Hà Nam             | Top 6                      | Top 5 de Miss Ao Dai Vietnam 2016 Ganadora de Miss Beauty Woman 2017 Top 15 de Miss Mundo Vietnam 2019 Top 10 de Miss Universo Vietnam 2019 |
| 18  | Phạm Hoàng Thu Uyên     | 26   | 1,68 m | Hải Phòng          |                            | Top 20 de Miss Vietnam Fotogénica 2017 Top 16 de Miss Universo Vietnam 2022                                                                 |